# 863

## Události
- Příchod Konstantina a Metoděje do Velkomoravské říše na žádost velkomoravského knížete Rostislava. (Rostislav vyslal poselstvo k byzantskému císaři Michalovi III., který Rostislavově žádosti vyhověl a na Moravu vyslal misii vedenou jedním z tehdy nejvýznamnějších byzantských učenců Konstantinem a jeho bratrem Metodějem. Bratři Konstantin a Metoděj (rodilí Řekové ze Soluně) vzděláváním domácích kněží zásadně přispěli k prohloubení křesťanské víry a vzdělanosti na Velké Moravě.)[1]

## Úmrtí
- Karel z Provence

## Hlavy státu
- Velkomoravská říše – Rostislav
- Papež – Mikuláš I. Veliký
- Anglie
  - Wessex – Kent – Ethelbert
  - Mercie – Burgred
- Skotské království – Konstantin I.
- Východofranská říše – Ludvík II. Němec
- Západofranská říše – Karel II. Holý
- První bulharská říše – Boris I.
- Kyjevská Rus – Askold a Dir
- Byzanc – Michael III.
- Svatá říše římská – Ludvík II. Němec